# Jez Longtan
Jez Longtan (poenostavljeno kitajsko: 龙滩大坝; tradicionalno kitajsko: 龍灘大壩; pinjin: Lóngtān Dàbà) je velik gravitacijski jez na reki Hongšui. Nahaja se v okraju Tjan'e, v avtonomni regiji Guangši Džuang, Ljudska republika Kitajska. Hongšui je pritok reke Ši, le-ta pa je sam pritok Biserne reke. Jez je visok 216,2 metra in 849 metrov dolg. Namenjen je generiranje električne energije, kontroliranju poplav in plovbi z ladjami. Z gradnjo so začeli leta 2001, odprli pa so ga leta 2009. Pri gradnji so izkopali 20.000.000 m3 materiala. Sam jez ima prostornino 7.670.000 m3. Cena gradnje je bila okrog 4,2 milijarde ameriških dolarjev. 
Jezero za jezom ima prostornino 27,27 km3 njegovo porečje obsega 98.500 km2.
Hidroelektrarna ima 9 × 714 MW Francisovih turbin, skupna kapaciteta je 6426 MW. Na leto naj bi proizvedel 18,7 TWh (18,7 milijard kWh) električne energije. Hidravlični padec je 179 metrov, kapaciteta izliva pa 27.134 m3/s